# أبرشية القاهرة المارونية
أبرشية القاهرة الكاثوليكية المارونية (باللاتينية: Eparchy Cahirensis Maronitarum) هي إحدى أبرشيات الكنيسة المارونية في مصر الخاضعة لبطريركية أنطاكية المارونية (المارونية، هى طائفة من طوائف المسيحيين الكاثوليك الشرقيين، قالوا بأن للمسيح طبيعتين ومشيئة واحدة، ينتسبون الى القديس مارون ويعرفون باسم الموارنة متخذين من لبنان مركزا لهم). يرأس الأبرشية حاليا المطران جورج شيحان.

## احصائيات
تخدم الأبرشية جميع المؤمنين من الموارنة في مصر والسودان وجنوب السودان. مقر الأبرشية هو القاهرة حيث تقع كاتدرائية القديس يوسف بالظاهر.
بلغ عدد المؤمنين في الأبرشية في نهاية عام 2013 5000 عضو والأبرشية بها سبع كنائس.

## تاريخ
المؤسس الفعلى للكنيسة المارونية هو البطريرك يوحنا مارون الذى نصب عام (687 ميلادية)، ونتيجة للاضطرابات والحروب التى شهدتها المنطقة بين الطوائف والمجموعات السياسية والدينية لجأ مارون برفقة جماعة صغيرة من الرهبان السوريين الى جبل لبنان ليشكلوا هناك نواة للكنيسة المارونية بلبنان. وهى الكنيسة الكاثوليكية الشرقية الوحيدة التي ظلت فى شركة متواصلة دون انقطاع مع الكرسي الرسولي فى روما. وبذلك بقيت الكنيسة كاثوليكية دون أن يكون لها فرع ارثوذكسي كسائر كنائس الشرق.
نزل الموارنة الى مصر منذ أقدم العصور وبدأوا فى الانتشار في معظم انحاء الجمهورية. ونظرا الى تكاثر الموارنة فى مصر فقد أسس البطريرك الياس الحويك النيابة البطريركية للموارنة في مصر عام 1904. ثم أصبحت ابرشية في 22 يونيو 1946 بمرسوم باباوي للبابا بيوس الثاني عشر. وقد توالى على خدمة الأبرشية:
- المطران يوسف دريان من عشقوت كسروان ينتمى الى الرهبانية الحلبية اللبنانية (المريمية حاليا) وذلك من عام (1906 الى عام 1920).
- المطران عمانوئيل فارس، من سورات البترون، وذلك من عام (1927حتى عام 1943).
- المطران بطرس ديب من دليتا كسروان الذى تعين نائبا بطريركيا ثم عينه الكرسي الرسولي مطرانا مقيما لابرشية القاهرة من عام (1946 الى عام 1965).
- المطران يوسف مرعي من المريجات الشوف ينتمى الى جمعية المرسلين اللبنانيين انتخب مطرانا للقاهرة من عام (1972 إلى 1989م).
- المطران يوسف ضرغام من عبرين البترون انتخب مطرانا للقاهرة من عام (1989 إلى 2006).
- المطران فرنسوا عيد راعي الايبارشية الحالى من المطلة -الشوف- ينتمى الى الرهبانية المارونية المريمية انتخب مطرانا للقاهرة فى عام (2006).[5]

بلغ عدد الموارنة حول العالم حوالى سبعة ملايين ماروني منتشرين فى الشرق والغرب والأمريكتين واستراليا، موزعين على 26 أبرشية يرأسها البطريرك ويسوسها 44 مطرانا.

## الأساقفة
- بيترو ديب (30 يوليو 1946-4 نوفمبر 1965 وفاة)
- جوزيف مرعي، (24 أغسطس 1972-5 يونيو 1989)
- جوزيف درغام (5 يونيو 1989 - 18 سبتمبر 2005 استقالة)
- فرانسوا عيد (24 سبتمبر 2005-16 يونيو 2012 عين المدعي البطريركي للكرسي الرسولي)
- جورج شيحان سابع مطران للابرشية من (16 يونيو 2012)، رئيس أساقفة ابرشية القاهرة المارونية لمصر والسودان، والزائر الرسولي على شمال افريقيا.[1]

## المؤسسات التابعة للابرشية
تضم ابرشية القاهرة مؤسسات تربوية واستشفائية وخيرية وهى:
- مدرسة القديس يوسف فى الظاهر بجوار المطرانية، و قد تأسست سنة 1906 بجوار المطرانية و هي ثانوية فيها 1450 طالباً.
- مدرسة مصر الجديدة للآباء المريميين، و هي مدرسة إعدادية و متوسطة فيها حوالي 700 طالباً.
- مستشفى القديسة ريتا فى مصر الجديدة، للآباء المريمين.
- الجمعية الخيرية المارونية والنادى الماروني فى الأسكندرية.
- حضانت سانت تريزا بالأسكندرية.
- جمعية المساعى الخيرية المارونية فى القاهرة تأسست عام 1880، وهى جمعية خيرية تؤمن المساعدات للفقراء وكذلك خدمات تعليمية واستشفائية.[2]

## قائمة الكنائس
قائمة الكنائس المارونية في مصر
- كاتدرائية القديس يوسف بالظاهر - القاهرة بناها المطران يوسف دريان النائب البطريركي الأول للكنيسة المارونية على جمهورية مصر العربية، وقد قام الكونت خليل دى صعب (1908-1909) بتكاليف الأرض والبناء مع مساهمة من أبناء الطائفة المارونية ومحسنين آخرين. ثم توالى على خدمة ورعاية الأبرشية بعد ذلك، المطران عمانوئيل فارس من عام (1927) إلى 1943). ثم أتى من بعده بطرس ديب من عام (1946) إلى عام 1965)، ومع المطران ديب اصبحت النيابة البطريركية المارونية فى مصر أبرشية مستلقة. ثم توالى على خدمة الأبرشية المطران يوسف مرعي من عام (1972 إلى 1989م) من بعده المطران يوسف ضرغام من عام (1989 إلى 2006) والذى قام تثبيت بنيانها بعد زلزال 1992م. وفى عام (2006) إستلم رعاية الأبرشية المطران فرنسوا عيد والذي أشرف على تجديد الابراشية بالكامل، وأضاف اليها أيقونات القديسين الموارنة وغيرهم وذلك حتى نهاية خدمته عام 2012م. تولّى حالياً رعاية الٳبراشية المارونية في القاهرة والسودان الى المطران چورچ شيحان، والذي يتولى مسؤولية زائر رسولي على بلدان شمال أفريقيا.

كاتدرائية القديس يوسف المارونية تٙجمٙع مجموعة من النشاطات الرّوحيّٙة والٳجتماعيّٙة والخيريّٙة، هذا بالٳضافة ٳلى التّٙثقيف الدينيّ والرّوحيّ والرّياضيّ والكشفيّ. يقوم بمساعدة المطران الحالي جورج شيحان في خدمة الكاتدرائية الأباء:
-الخوري نادر جورج قزحيا. -الخوري نبيل چورچ هبّ الريح. -الخوري چوزيف أنطوان طيرة. -الخوري جورج خطار.
تقام داخل الكاتدرائية الذبيحة الالهية مرتين فى اليوم، صياحا ومساء. وثلاث مرات أيام الآحاد.
- كنيسة القديسة تريزا - الإسكندرية للموارنة في الاسكندرية كنيستان:

★الأولى: كانت على اسم السيدة العذراء. تأسست عام 1867 وبيعت هذه الكنيسة عام 1998.
★الكنيسة الثانية: الحالية هي على اسم القديسة تريز الطفل يسوع . بُنيت عام 1943، قام على خدمتها العديد من الكهنة منهم:
* المونسنيو يوحنا صفير *المونسنيور الياس فرح ( المطران لاحقاً ) *الاب بولس الراعي *الاباتي جناديوس العضم
*الاب انطوان زغيب *حالياً يخدمها الأب نادر جورج
- كنيسة القديسة تريز - الإسماعيلية[8] ابتدأت في غرفة صغيرة قدّمتها شركة القنال إستجابة لطلب المطران عمانوئيل فارس عام 1939. بعد عشر سنوات (1949 ) استطاع الخوري الياس شربل الحصول على أرض رحبة و مساعدة مالية من الشركة نفسها. فوضع حجر الأساس لبنائها المطران بطرس ديب و عاونه المطران اغناطيوس زيادة في 6 ديسمبر 1950 على اسم القديسة تريز. ُدشنت يوم عيد شفيعتها في 3 أكتوبر 1951.
- كنيسة القديسة سانت تريزا - بورسعيد على أثر البدء بفتح قناة السويس عام 1859بنيت معها مدينة بورسعيد، على أثر انتهاء العمل بالقناة تم تدشينها عام 1869، وفى عام 1875 قدّم المهندس دي ليسبس الفرنسي ( فاتح القناة ) مكاناً لسكن الكاهن و لإقامة القداس الإلهي. عام 1888 اشترى الرهبان قطعة أرض من شركة القناة و أقاموا معبداً على اسم القديس يوسف و مدرسة صغيرة ( 1890 ). بعد عام 1945 باع الاباتي جرمانوس سيف الارض و اشترى أرضاً أوسع منها قرب كاتدرائية اللاتين سيدة البحار، و شاد عليها كنيسة جميلة على اسم القديسة تريزيا و شيّد إلى جانبها منزلاً لسكن الكاهن و لخدمة النادي، و حديقة وارفة.[7]
- كنيسة مار جرجس -شبرا[2] القاهرة عام 1881 وضع الأب غبرائيل صفير الحجر الأساسي لبناء الكنيسة بحضور السلطات الفرنسية وأعيان مصر ورؤساء الطوائف الكاثوليكية. تعاقب على خدمة الكنيسة مجموعة من الرهبان منهم: اغناطيوس وهيبة، نعمة الله سلامة، مرتينوس مهنا، جرمانوس سيف، الياس أبي خير وبعده الياس نجار وآخرون.[5]
- كنيسة مار مارون – مصر الجديدة تعد من أجمل و أكبر كنائس الكنيسة المارونية في مصر. اشترى أرضها المطران يوسف دريان عام 1910 لبناء كنيسة و مدرسة عليها. فبنى كنيسة صغيرة على اسم القديس انطونيوس الكبير و قربها مدرسة متواضعة، و سلّم إدارتها للخوري اسقف بولس قرألي. إلا أن تكاثر الديون أوقع المطرانية في ضائقة مالية حادّة ، فاشترت الرهبانية الحلبية ( المريمية حالياً ) المركز و وفت ديونه بطلب من البطريرك و قرار من الرئيس العام الاباتي أغسطين البستِاني ( المطران لاحقاً ). عام 1932 تداعت الكنيسة الصغيرة فهدمها الاباتي بطرس الخويري و بنى مكانها كنيسة جميلة على اسم القديس مارون. بعدها تتالت عملية توسيع البطركخانة بجانبها فأصبحت تضم اليوم بالإضافة إلى الكنيسة الرعائية كابيلا، القديسة ريتا و مدرسة إعدادية و مستشفى القديسة ريتا و صالة رعائية و مبنى لسكن الرهبان.

توالى على خدمة البطركخانة و الرعية آباء رهبان منهم:
– بطرس الخويري، باني الكنيسة، – بطرس فهد، الذي زيّنها بالرسوم الجدارية . – الاب عبد الله مارون – الاب مخايل وهيبة – الاب الياس النجار – الاب بولس الراعي – الاب جوزيف نمر، الذي بنى المستشفى – الاب وسام ابو ناصر – الاب دومينيك العلم
و اليوم يخدمها الآباء:
-جوزيف الحاج – يوحنا موراني – نبيل رفوّل
- كنيسة القديس جورج - شبرا
- كنيسة القديسة سانت تريزا - مصر الجديدة[7]

## الكنائس الكاثوليكية فى مصر
- مجلس البطاركة والأساقفة الكاثوليك فى مصر (260 كنيسة)
- كنيسة الاقباط الكاثوليك - (200 كنيسة)
- كنيسة الروم الكاثوليك - (14 كنيسة)
- كنيسة الارمن الكاثوليك - (4 كنائس)
- كنيسة الكلدان الكاثوليك - (3 كنائس)
- الكنيسة المارونية الكاثوليكية - (6 كنائس)
- كنيسة السريانية الكاثوليك - (3 كنائس)
- كنيسة الكاثوليك اللاتين - (31 كنيسة)

## وصلات خارجية
- أبرشية القاهرة القاهرة (مارونية)
- أبرشية القاهرة المارونية